# Ptolemaeus (kráter na Měsíci)

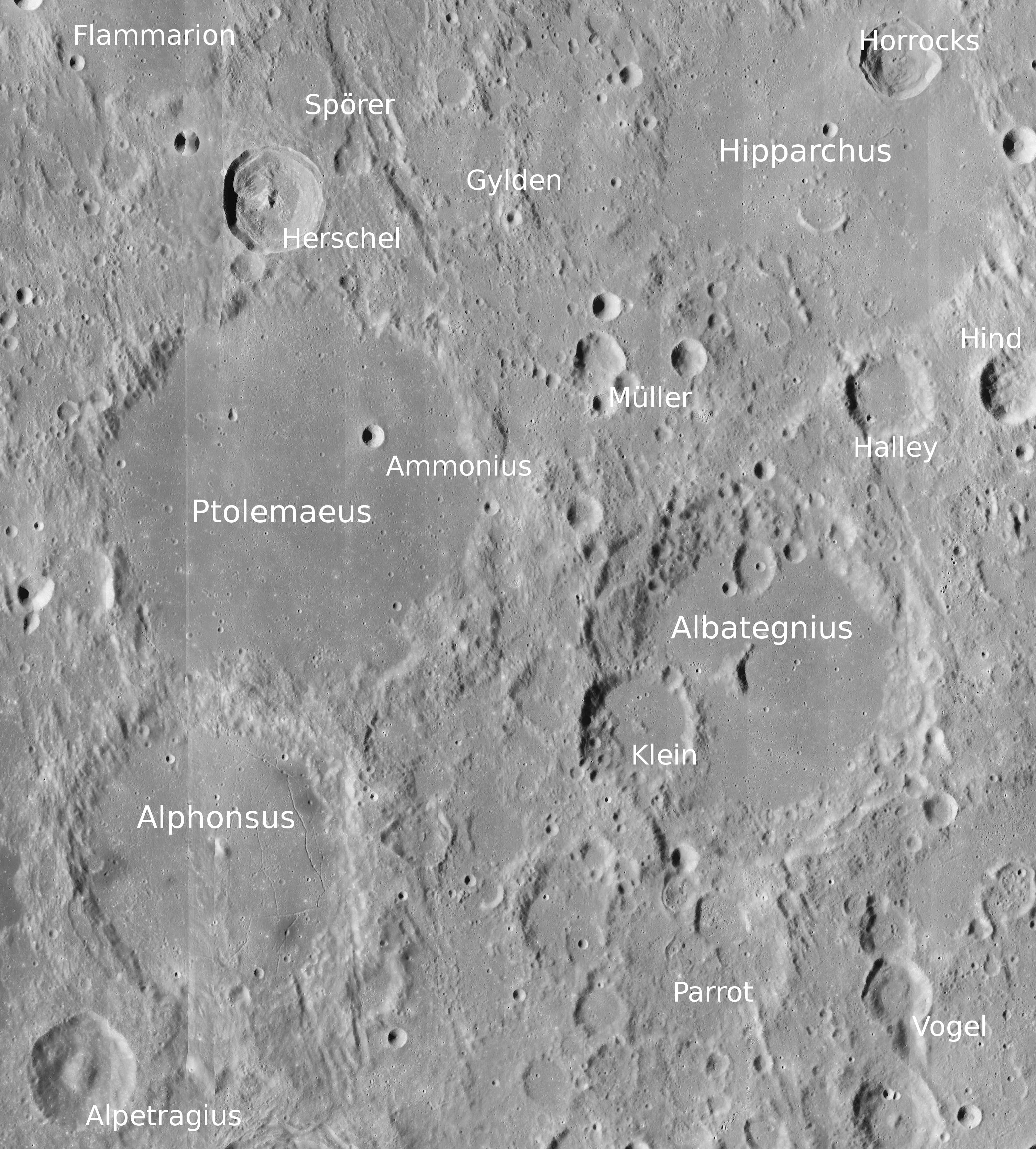
Poloha kráteru Ptolemaeus.

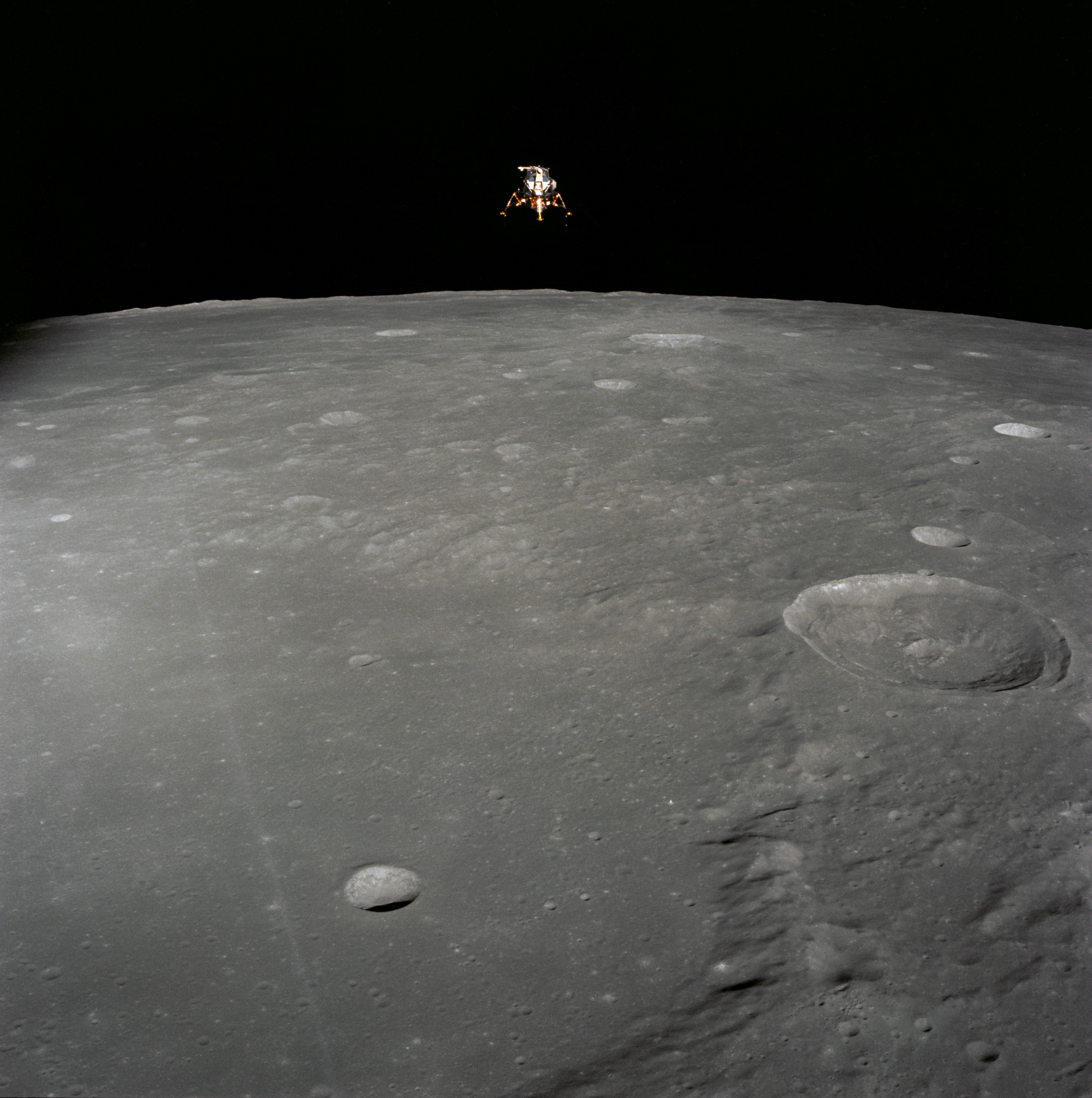
Kráter Ptolemaeus zabírá levou spodní část snímku. Uvnitř leží malý kráter Ammonius. Kráter napravo uprostřed je Herschel. Nahoře je vidět lunární modul Apolla 12.

Ptolemaeus je rozlehlý kráter typu valové roviny, prochází jím nultý poledník na přivrácené straně Měsíce. Má průměr 153 km. Má polygonální a dosti erodovaný okrajový val. Jeho lávou zalité dno je pouze zdánlivě rovné, obsahuje řadu malých kráterů (tzv. kráterových jamek) a je zvlněno mělkými kruhovitými depresemi, které jsou patrné pouze v blízkosti terminátoru. Není zde centrální vrcholek. Uvnitř Ptolemaia leží malý impaktní kráter Ammonius (v severovýchodním kvadrantu), který dříve nesl název Ptolemaeus A.
Jižně leží kráter Alphonsus, který lehce zasahuje do Ptolemaia. Severně lze nalézt dvojici menších kráterů Herschel a Gyldén, východně Müller a ještě dále Halley, východo-jihovýchodně rozlehlý Albategnius.

## Název
Pojmenován je podle řeckého matematika, geografa a astronoma Klaudia Ptolemaia, autora díla Almagest.

## Satelitní krátery
V okolí se nachází několik dalších kráterů. Ty byly označeny podle zavedených zvyklostí jménem hlavního kráteru a velkým písmenem abecedy.
| Ptolemaeus | Sel. šířka | Sel. délka | Průměr |
| ---------- | ---------- | ---------- | ------ |
| B          | 7.9° J     | 0.7° Z     | 17 km  |
| C          | 10.1° J    | 3.3° Z     | 3 km   |
| D          | 8.2° J     | 2.5° Z     | 4 km   |
| E          | 10.2° J    | 4.5° Z     | 32 km  |
| G          | 7.1° J     | 0.1° V     | 7 km   |
| H          | 7.1° J     | 5.4° Z     | 7 km   |
| J          | 9.6° J     | 5.4° Z     | 5 km   |
| K          | 8.2° J     | 4.6° Z     | 8 km   |
| L          | 8.8° J     | 4.0° Z     | 4 km   |
| M          | 9.4° J     | 3.4° Z     | 3 km   |
| O          | 7.2° J     | 3.6° Z     | 5 km   |
| P          | 11.4° J    | 3.2° Z     | 4 km   |
| R          | 6.7° J     | 1.2° Z     | 6 km   |
| S          | 10.5° J    | 0.5° Z     | 4 km   |
| T          | 7.5° J     | 0.0° V     | 7 km   |
| W          | 9.1° J     | 1.4° V     | 4 km   |
| X          | 10.9° J    | 0.3° V     | 4 km   |
| Y          | 9.3° J     | 0.7° V     | 6 km   |

Následující krátery byly přejmenovány Mezinárodní astronomickou unií:
- Ptolemaeus A na Ammonius